# White Stallion Ranch
El rancho White Stallion, en el condado de Pima, Arizona, cerca de Tucson, es un rancho de huéspedes histórico. Es uno de los dos únicos ranchos para turistas que sobreviven en el área de Tucson, donde alguna vez hubo unos 20.
Fue fundada en 1900 como ganadería de ocupantes ilegales. La propiedad legal se estableció a través de la propiedad en 1936, y se abrió como un rancho de huéspedes, también conocido como rancho de vacaciones, a principios de la década de 1940, cuando se conocía como CB Bar Ranch. Se construyeron seis edificios donde los huéspedes podían quedarse después de que Max Zimmerman adquiriera la propiedad en 1945, y se convirtió en el MZ Bar Ranch. O fue comprado en 1940 por el "propietario de una licorería de Chicago, Max Zimmerman", quien se había mudado al área "para convertirse en parte de la otrora vibrante industria ganadera de huéspedes en Tucson".
Sus 3000 acres (12,1 km²)   la propiedad linda con la unidad occidental del Parque Nacional Saguaro, el distrito montañoso de Tucson, al sur. El MZ Bar Ranch ganó reputación en la industria cinematográfica, y sus alrededores fueron un lugar de rodaje de numerosos westerns, incluidos  y Winchester 73 (1950).
Es miembro de Historic Hotels of America (HHA), un programa del National Trust for Historic Preservation, y fue ganador de los "Premios a la excelencia" de la HHA en 2016.